# DB-Satellit
DBS (Direct Broadcast Satellite), ett satellitsystem som sänder satellit-TV i frekvensområdet 12,2 GHz till 12,7 GHz. Satelliterna befinner sig på 36 000 km höjd i en geostationär bana. De har relativt hög uteffekt, och ger TV-tittarna möjlighet att använda parabolantenner i storlek 45-60 cm.